# Habib Bank Limited Football Club
Maillots
Le Habib Bank Limited Football Club (en ourdou : ایچ بی ایل فٹ بال کلب, et en sindhi : حبيب بئنڪ لميٽڊ فٹ بال کلب), plus couramment abrégé en HBL FC, est un club pakistanais de football fondé en 1975 et basé dans la ville de Karachi.
Le club est affilié à la Habib Bank Limited, une banque pakistanaise.

## Palmarès
| Compétitions nationales                                                                                              |
| --- |
| - Championnat du Pakistan (1) : - Champion : 1982. - Coupe du Pakistan (1) : - Vainqueur : 1985. - Finaliste : 1990. |

## Personnalités du club

### Présidents du club
- Raqeeb

### Entraîneurs du club
- Yousuf Khan